# Тами Хоуг
Тами Хоуг (на английски: Tami Hoag) е американска писателка на бестселъри в жанровете трилър и романс.

## Биография и творчество
Тами Хоуг е родена на 20 януари 1959 г. в Креско, Айова, САЩ, в семейството на Меланор и Джойс Микелсон, застрахователлен брокер и домакиня. Израства в Хармони, малък град в Минесота. Тъй като е била с десет години по-малка от нейните братя и сестри, и не е имало много деца в близост, тя развива активно въображение да създава истории и да се забавлява. На девет години е поощрена в училище за нейно съчинение, което я настройва към бъдещата и съдба. Малко преди да завърши колежа, на 24 септември 1977 г. се омъжва за Даниел Хоуг, компютърен програмист и бизнес мениджър. Развеждат се по-късно. Никога не завършва повече от средното училище, тъй като живеят със съпруга си в малък град без лесен достъп до институция за по-високо образование.
След завършването на колежа започва работа на различни места, като продавач на дизайнерски тоалетни аксесоари, помощник фотограф, помощник-треньор на дресировка на коне, копирайтер във вестник. През цялото време Хоуг има желание и опитва да пише своите истории.
През 1987 г. тя взема окончателно решение да се посвети на писателска дейност. През 1988 г. излиза нейният пръв роман „The Trouble with J.J.“ от категорията „Романси“ на издателство „Bantam“.
Тя написва поредица успешни книги в този жанр, преди да започне и изцяло да се фокусира към романтичния трилър и трилъра. Промяната прави съвместно с три свои колежки и приятелки – Айлийн Драйер, Елизабет Грейсън и Кимбърли Кейтс, като наричат групата си „Divas“. Групата осигурява подкрепа и насърчение един за друг, и Хоуг често им благодари в част от нейните книги.
През 1990 г. излиза първият трилър на Хоуг от серията „Ковак/Лиска“ – „Пръст от пръстта“ за детективите Сам Ковак и партньорката му Ники Лиска, които разследват серийни убийства и отвличания.
През 1991 г. започва серията „Дусе“ с романа „The Restless Heart“ за Етиен „Лъки“ Дусе и разследванията на различни убийства и криминални загадки.
През 1995 г. Хоуг изцяло се налага в жанра трилър с публикуването на романа „Всеки страх, всеки грях“, който става част от серията „Дийр Лейк“. В него главен герой е прокурорката Елън Норт, която преодолява множество препятствия и предизвикателства, за да постигне справедливо наказание. През 1997 г. романът и „Всеки страх, всеки грях“ е адаптиран в две серии в успешния ТВ филм от две части „Night Sins“.
През 2002 г. излиза трилърът „Надпревара с похитител“, от серията „Елена Естес“, в който герой е бившето наркоченге отдела по наркотици във Флорида Елена Естес, която разследва заплетени убийства и отвличания. Вторият роман „Човекът с алибито“ е номер едно в класацията на „Ню Йорк Таймс“.
През 2010 г. Хоук започва с „Двайсет метра под земята“ своята нова серия трилъри „Оак Нол“, в която действието се развива в малкия град Оак Нол в Калифорния, където детективът Винс Леоне от ФБР и шерифът Тони Мендес разследва различни ужасяващи престъпления.
През 2000 г. Тами Хоуг с още осем нейни колеги правят литературен експеримент и написват съвместно романа „The Putt at the End of the World“, в който най-богатият човек на света организира голф турнир и кани трима посредствени голфъри със залог за края на света.
Романите и в жанра трилър варират от романтичен трилър до трилър/комедия, като нейните герои са богато изобразени и с наситен диалог. Заедно с динамичния сюжет и подробните полицейски процедури, това определя стила на писателката.
Тринадесет от романите на Хоуг са били в списъците на бестселърите на „Ню Йорк Таймс“. Нейните романи са преведени на повече от 20 езика и са отпечатани в повече от 35 милиона копия по целия свят.
Тами Хоуг напуска студения север през 1998 г., сменя различни места, и живее в окръг Палм Бийч, Флорида и в Оак Парк, Лос Анжелис, Калифорния. В свободното си време се занимава със събиране и възстановяване на старинни мебели, и с изучаване на регионални американски диалекти. Запалена е по конния спорт в олимпийска дисциплина по обездка, където се е състезавала като млада на национално ниво.

## Произведения

### Серия „Брайън Хенеси“ (Hennessy)
1. The Trouble with J.J. (1988)
2. Magic (1990)

### Серия „Quaid Horses“ (Quaid Horses)
1. Rumor Has It (1988)
2. Man of Her Dreams (1989)
3. Tempestuous (1990)

### Серия „Rainbow Chasers“ (Rainbow Chasers)
1. Heart of Gold (1990)
2. Keeping Company (1990)
3. Reilly's Return (1990)

### Серия „Етиен Дусе“ (Doucet)
1. The Restless Heart (1991)
2. Lucky's Lady (1992)
Див и опасен, изд.: „Ирис“, София (1994), прев. Надежда Петрова
3. Cry Wolf (1993)

### Серия „Диир Лейк“ (Deer Lake)
1. Всеки страх, всеки грях, Night Sins (1995)
2. Guilty As Sin (1996)
Виновен като греха, изд.: ИК „Бард“, София (1999), прев. Мария Ракъджиева

### Серия „Ковак/Лиска“ (Kovac/Liska)
1. Ashes to Ashes (1990)
Пръст от пръстта, изд.: ИК „Бард“, София (2001), прев. Мария Ракъджиева
2. Dust to Dust (2000)
Прах в прахта, изд.: ИК „Бард“, София (2001), изд. „ССБ“ (2011), прев. Милена Томова
3. Prior Bad Acts (Dead Sky) (2006)
Наследство на злото, изд.: ИК „Бард“, София (2007), прев. Таня Виронова
4. The 9th Girl (2013)
5. Cold Cold Heart (2015)
6. The Bitter Season (2016)

### Серия „Брусард и Форкайд“ (Broussard and Fourcade)
1. A Thin Dark Line (1997)
Кукла на конци, изд.: ИК „Бард“, София (2000), прев. Борислава Младенова, Красимира Икономова
2. The Boy (2018)

### Серия „Елена Естес“ (Elena Estes)
1. Dark Horse (2002)
Надпревара с похитител, изд.: ИК „Бард“, София (2006), изд. „ССБ“ (2012), прев. Цветана Генчева
2. The Alibi Man (2007)
Човекът с алибито, изд.: ИК „Бард“, София (2008), прев. Таня Виронова
Мъжът с алибито, изд. „ССБ“ (2013), прев. Таня Виронова

### Серия „Оак Нол“ (Oak Knoll)
1. Deeper Than the Dead (2010)
Двайсет метра под земята, изд.: ИК „Бард“, София (2012), прев. Лили Христова
2. Secrets to the Grave (2010)
3. Down the Darkest Road (2010

### Самостоятелни романи
- McKnight in Shining Armor (1988)
- Mismatch (1989)
- Straight from the Heart (1989)
- Sarah's Sin (1991)
- Heart of Dixie (1991)
- Still Waters (1992)
- Taken By Storm (1992)
- The Last White Knight (1992)
- Dark Paradise (1994)
- Kill the Messenger (2004)
Куриерът трябва да умре, изд.: ИК „Бард“, София (2005), изд. „ССБ“ (2012), прев. Таня Виронова

### Съвместни романи
- The Putt at the End of the World (2000) – с Лий K. Абът, Дейв Бари, Ричард Буш, Джеймс Кръмли, Джеймс У. Хол, Тим О'Брайън, Ридли Пиърсън и Лес Стандифорд